# 무서운 이야기 2
《무서운 이야기 2》는 2013년에 개봉한 대한민국의 옴니버스 공포 영화이며, 무서운 이야기 두 번째 시리즈이다. 세 가지 이야기로 구성되어 있는데, 첫 번째 조난 괴담인 〈절벽〉, 두 번째 여행 괴담인 〈사고(死苦)〉, 세 번째 엘리베이터 괴담인 〈탈출〉 등이며, 전체를 아우르는 이야기 〈444(死死死)〉로 구성되어 있다.

## 이야기 하나 - 조난 괴담 〈절벽〉

### 제작진
- 감독 : 김성호
- 각본 : 김성호
- 원작 :  오성대의   - 웹툰
  - 《절벽귀》
- 각색 : 추종남
- 촬영 : 김형주
- 조명 : 이동섭
- 음악 : 정용진
- 편집 : 손연지, 엄윤주

### 출연진

#### 주인공
- 성준 : 조동욱 역
- 이수혁 : 최성균, 최영균 역

#### 그 외
- 김필 : 대원 역
- 신동훈 : 대원 역
- 권오진 : 성균 부 역
- 김수복 : 등산객 역
- 이수자 : 등산객 역

## 이야기 둘 - 여행 괴담 〈사고〉(死苦)

### 제작진
- 감독 : 김휘
- 각본 : 김휘
- 촬영 : 정성욱
- 조명 : 고용진
- 음악 : 연리목
- 편집 : 신민경, 한영규

### 출연진

#### 주인공
- 백진희 : 강지은 역
- 김슬기 : 윤미라 역
- 정인선 : 길선주 역

#### 그 외
- 김기천 : 백발노인 역
- 강희만 : 등산복 원귀 역
- 정임순 : 반쪽얼굴녀 역
- 김미경 : 지은 모 역
- 신우철 : 의사 역
- 신나리 : 간호사 역
- 윤민수 : 구급용원 역
- 김유성 : 구급용원 역
- 박응수 : 구급용원 역
- 이동욱 : 청년원귀 역
- 김호성 : 청년원귀 역
- 정민규 : 청년원귀 역
- 장서희 : 어린 지은 역
- 강다인 : 지은 친구 역
- 지대찬 : 꼬마 원귀 역

## 이야기 셋 - 엘리베이터 괴담 〈탈출〉

### 제작진
- 감독 : 정범식
- 각본 : 정범식
- 촬영 : 김영민
- 조명 : 추인식
- 음악 : 나윤식
- 편집 : 김형주

### 출연진

#### 주인공
- 고경표 : 고병신 역
- 김지원 : 사탄희 역

#### 그 외
- 한기범 : 딴 세상 아빠 역
- 서찬호 : 딴 세상 엄마 역
- 손진우 : 딴 세상 여동생 역
- 길은혜 : 사탄미 역
- 류혜영 : 탄미 친구1 역
- 잭슨(Jackson) : 탄미 친구2 역
- 이미도 : 엘리베이터 귀신 역
- 정우정 : 미친 개 학생 역
- 임연옥 : 반장 역
- 김옥지 : 일진 역
- 이연 : 일진 역
- 이승연 : 일진 역
- 엄예진 : 학생 역
- 송시은 : 학생 역
- 문경태 : 아이들 역
- 정와니 : 아이들 역
- 왕돈룽 : DON NOM, 악귀 역

#### 우정 출연
- 김예원 : 고병신 여친 역
- 노강민 : 탈출 아이 역

#### 특별 출연
- 임원희 : 학생주임 역

#### 목소리 출연
- 주유랑 : 고병신 엄마, 딴 세상 여동생, 까똑 알림음 역
- 정범식 : 딴 세상 아빠, 딴 세상 엄마, 악령 역
- 김슬기 : 학생 역
- 백진희 : 학생 역
- 정인선 : 학생 역

## 들어가는 이야기 - 〈444〉(死死死)

### 제작진
- 감독 : 민규동
- 각본 : 조영수, 민규동
- 원작 : DUJNA
- 촬영 : 이재혁
- 조명 : 김희태
- 음악 : 이진희
- 편집 : 손연지

### 출연진

#### 주인공
- 박성웅 : 박 부장 역
- 이세영 : 이세영 역

#### 그 외
- 이달형 : 보험사기남 역
- 왕돈룽 : 악귀 대마왕 역
- 홍예원 : 이세영 귀신 대역 역
- 김지현 : 선반 속 귀신들 역
- 최은선 : 선반 속 귀신들 역
- 우혜진 : 선반 속 귀신들 역